# Glenanthe caribea
Glenanthe caribea är en tvåvingeart som beskrevs av Wayne N. Mathis 1995. Glenanthe caribea ingår i släktet Glenanthe och familjen vattenflugor.
Artens utbredningsområde är Belize. Inga underarter finns listade i Catalogue of Life.